# Atletismo nos Jogos Olímpicos de Verão de 1980
Nos Jogos Olímpicos de Verão de 1980 em Moscou, 38 eventos do atletismo foram realizados, sendo 24 masculinos e 14 femininos, na Grande Arena do Estádio Lênin entre 24 de julho e 1 de agosto.

## Medalhistas
Masculino
| Evento                         | Ouro                                                                                     | Prata                                                                          | Bronze                                                                  |
| ------------------------------ | ---------------------------------------------------------------------------------------- | ------------------------------------------------------------------------------ | ----------------------------------------------------------------------- |
| 100 metros detalhes            | Allan Wells GBR Grã-Bretanha                                                             | Silvio Leonard CUB Cuba                                                        | Petar Petrov BUL Bulgária                                               |
| 200 metros detalhes            | Pietro Mennea ITA Itália                                                                 | Allan Wells GBR Grã-Bretanha                                                   | Don Quarrie JAM Jamaica                                                 |
| 400 metros detalhes            | Viktor Markin URS União Soviética                                                        | Rick Mitchell AUS Austrália                                                    | Frank Schaffer GDR Alemanha Oriental                                    |
| 800 metros detalhes            | Steve Ovett GBR Grã-Bretanha                                                             | Sebastian Coe GBR Grã-Bretanha                                                 | Nikolay Kirov URS União Soviética                                       |
| 1500 metros detalhes           | Sebastian Coe GBR Grã-Bretanha                                                           | Jürgen Straub GDR Alemanha Oriental                                            | Steve Ovett GBR Grã-Bretanha                                            |
| 5000 metros detalhes           | Miruts Yifter ETH Etiópia                                                                | Suleiman Nyambui TAN Tanzânia                                                  | Kaarlo Maaninka FIN Finlândia                                           |
| 10000 metros detalhes          | Miruts Yifter ETH Etiópia                                                                | Kaarlo Maaninka FIN Finlândia                                                  | Mohamed Kedir ETH Etiópia                                               |
| 110 m com barreiras detalhes   | Thomas Munkelt GDR Alemanha Oriental                                                     | Alejandro Casañas CUB Cuba                                                     | Aleksandr Puchkov URS União Soviética                                   |
| 400 m com barreiras detalhes   | Volker Beck GDR Alemanha Oriental                                                        | Vasiliy Arkhipenko URS União Soviética                                         | Gary Oakes GBR Grã-Bretanha                                             |
| 3000 m com obstáculos detalhes | Bronisław Malinowski POL Polônia                                                         | Filbert Bayi TAN Tanzânia                                                      | Eshetu Tura ETH Etiópia                                                 |
| Revezamento 4x100 m detalhes   | Vladimir Muravyov Nikolai Sidorov Andrei Prokofiev Aleksandr Aksinin URS União Soviética | Zenon Licznerski Leszek Dunecki Marian Woronin Krzysztof Zwoliński POL Polônia | Patrick Barré Pascal Barré Hermann Panzo Antoine Richard FRA França     |
| Revezamento 4x400 m detalhes   | Viktor Markin Remigijus Valiulis Mikhail Linge Nikolai Chernetsky URS União Soviética    | Klaus Thiele Andreas Knebel Frank Schaffer Volker Beck GDR Alemanha Oriental   | Roberto Tozzi Mauro Zuliani Stefano Malinverni Pietro Mennea ITA Itália |
| Maratona detalhes              | Waldemar Cierpinski GDR Alemanha Oriental                                                | Gerard Nijboer NED Países Baixos                                               | Setymkul Dzhumanazarov URS União Soviética                              |
| Marcha atlética 20 km detalhes | Maurizio Damilano ITA Itália                                                             | Piotr Pochinchuk URS União Soviética                                           | Roland Wieser GDR Alemanha Oriental                                     |
| Marcha atlética 50 km detalhes | Hartwig Gauder GDR Alemanha Oriental                                                     | Jorge Llopart ESP Espanha                                                      | Yevgeniy Ivchenko URS União Soviética                                   |
| Salto em altura detalhes       | Gerd Wessig GDR Alemanha Oriental                                                        | Jacek Wszoła POL Polônia                                                       | Jörg Freimuth GDR Alemanha Oriental                                     |
| Salto com vara detalhes        | Władysław Kozakiewicz POL Polônia                                                        | Konstantin Volkov URS União Soviética Tadeusz Ślusarski POL Polônia            | nenhum                                                                  |
| Salto em distância detalhes    | Lutz Dombrowski GDR Alemanha Oriental                                                    | Frank Paschek GDR Alemanha Oriental                                            | Valeriy Podluzhniy URS União Soviética                                  |
| Salto triplo detalhes          | Jaak Uudmäe URS União Soviética                                                          | Viktor Saneyev URS União Soviética                                             | João Carlos de Oliveira BRA Brasil                                      |
| Arremesso de peso detalhes     | Vladimir Kiselyov URS União Soviética                                                    | Aleksandr Baryshnikov URS União Soviética                                      | Udo Beyer GDR Alemanha Oriental                                         |
| Lançamento de dardo detalhes   | Dainis Kūla URS União Soviética                                                          | Aleksandr Makarov URS União Soviética                                          | Wolfgang Hanisch GDR Alemanha Oriental                                  |
| Lançamento de disco detalhes   | Viktor Rashchupkin URS União Soviética                                                   | Imrich Bugár TCH Checoslováquia                                                | Luis Delís CUB Cuba                                                     |
| Lançamento de martelo detalhes | Yuriy Sedykh URS União Soviética                                                         | Sergey Litvinov URS União Soviética                                            | Jüri Tamm URS União Soviética                                           |
| Decatlo detalhes               | Daley Thompson GBR Grã-Bretanha                                                          | Yuriy Kutsenko URS União Soviética                                             | Sergey Zhelanov URS União Soviética                                     |

Feminino
| Evento                       | Ouro                                                                                   | Prata                                                                                        | Bronze                                                                                 |
| ---------------------------- | -------------------------------------------------------------------------------------- | -------------------------------------------------------------------------------------------- | -------------------------------------------------------------------------------------- |
| 100 metros detalhes          | Lyudmila Kondratieva URS União Soviética                                               | Marlies Göhr GDR Alemanha Oriental                                                           | Ingrid Auerswald GDR Alemanha Oriental                                                 |
| 200 metros detalhes          | Bärbel Wöckel GDR Alemanha Oriental                                                    | Natalia Bochina URS União Soviética                                                          | Merlene Ottey JAM Jamaica                                                              |
| 400 metros detalhes          | Marita Koch GDR Alemanha Oriental                                                      | Jarmila Kratochvílová TCH Checoslováquia                                                     | Christina Lathan GDR Alemanha Oriental                                                 |
| 800 metros detalhes          | Nadezhda Olizarenko URS União Soviética                                                | Olga Mineeva URS União Soviética                                                             | Tatyana Providokhina URS União Soviética                                               |
| 1500 metros detalhes         | Tatyana Kazankina URS União Soviética                                                  | Christiane Wartenberg GDR Alemanha Oriental                                                  | Nadezhda Olizarenko URS União Soviética                                                |
| 100 m com barreiras detalhes | Vera Komisova URS União Soviética                                                      | Johanna Schaller-Klier GDR Alemanha Oriental                                                 | Lucyna Langer POL Polônia                                                              |
| Revezamento 4x100 m detalhes | Romy Müller Bärbel Wöckel Ingrid Auerswald Marlies Göhr GDR Alemanha Oriental          | Vera Komisova Liudmila Zharkova-Maslakova Vera Anisimova Natalia Bochina URS União Soviética | Heather Hunte Kathy Smallwood-Cook Beverley Goddard Sonia Lannaman GBR Grã-Bretanha    |
| Revezamento 4x400 m detalhes | Tatyana Prorochenko Tatyana Goyshchik Nina Zyuskova Irina Nazarova URS União Soviética | Barbara Krug Gabriele Löwe Christina Lathan Marita Koch GDR Alemanha Oriental                | Linsey MacDonald Michelle Probert Joslyn Hoyte-Smith Janine MacGregor GBR Grã-Bretanha |
| Salto em altura detalhes     | Sara Simeoni ITA Itália                                                                | Urszula Kielan POL Polônia                                                                   | Jutta Kirst GDR Alemanha Oriental                                                      |
| Salto em distância detalhes  | Tatyana Kolpakova URS União Soviética                                                  | Brigitte Wujak GDR Alemanha Oriental                                                         | Tatyana Skachko URS União Soviética                                                    |
| Arremesso de peso detalhes   | Ilona Schoknecht-Slupianek GDR Alemanha Oriental                                       | Svetlana Krachevskaia URS União Soviética                                                    | Margitta Droese-Pufe GDR Alemanha Oriental                                             |
| Lançamento de dardo detalhes | María Colón CUB Cuba                                                                   | Saida Gunba URS União Soviética                                                              | Ute Hommola GDR Alemanha Oriental                                                      |
| Lançamento de disco detalhes | Evelin Jahl GDR Alemanha Oriental                                                      | Maria Vergova-Petkova BUL Bulgária                                                           | Tatyana Lesovaya URS União Soviética                                                   |
| Pentatlo detalhes            | Nadezhda Tkachenko URS União Soviética                                                 | Olga Rukavishnikova URS União Soviética                                                      | Olga Kuragina URS União Soviética                                                      |

## Quadro de medalhas

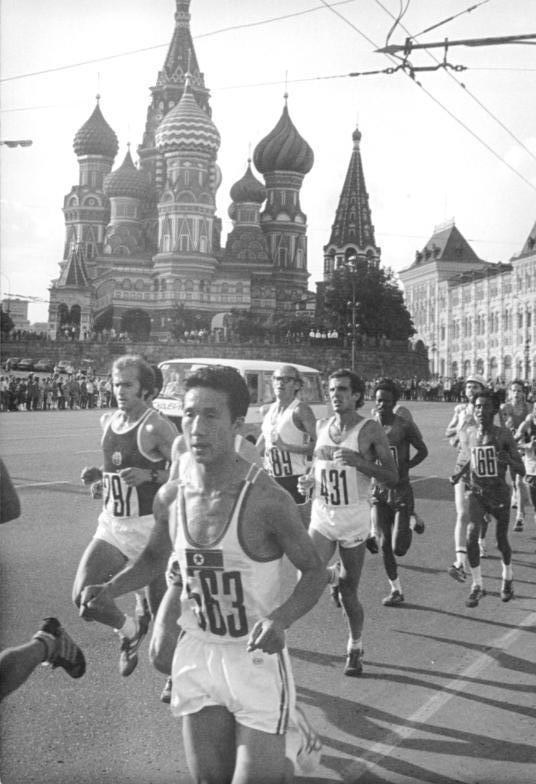
Atletas passam em frente ao Kremlin de Moscou durante a disputa da maratona.

| Ordem | País                  | Medalha de ouro | Medalha de prata | Medalha de bronze |     |
| ----- | --------------------- | --------------- | ---------------- | ----------------- | --- |
| 1     | URS União Soviética   | 15              | 14               | 12                | 41  |
| 2     | GDR Alemanha Oriental | 11              | 8                | 10                | 29  |
| 3     | GBR Grã-Bretanha      | 4               | 2                | 4                 | 10  |
| 4     | ITA Itália            | 3               |                  | 1                 | 4   |
| 5     | POL Polônia           | 2               | 4                | 1                 | 7   |
| 6     | ETH Etiópia           | 2               |                  | 2                 | 4   |
| 7     | CUB Cuba              | 1               | 2                | 1                 | 4   |
| 8     | TCH Checoslováquia    |                 | 2                |                   | 2   |
| 8     | TAN Tanzânia          |                 | 2                |                   | 2   |
| 10    | BUL Bulgária          |                 | 1                | 1                 | 2   |
| 10    | FIN Finlândia         |                 | 1                | 1                 | 2   |
| 12    | AUS Austrália         |                 | 1                |                   | 1   |
| 12    | ESP Espanha           |                 | 1                |                   | 1   |
| 12    | NED Países Baixos     |                 | 1                |                   | 1   |
| 15    | JAM Jamaica           |                 |                  | 2                 | 2   |
| 16    | BRA Brasil            |                 |                  | 1                 | 1   |
| 16    | FRA França            |                 |                  | 1                 | 1   |
| TOTAL | TOTAL                 | 38              | 39               | 37                | 114 |